# Адријан Муту
Адријан Муту (рум. Adrian Mutu; 8. јануар 1979) је бивши румунски фудбалер.
У каријери је наступао за Аргес Питешти, Динамо Букурешт (освојио једну титулу првака Румуније), Интер, Верону, Парму, Челси, Јувентус (освојио две титуле првака Италије), Фиорентину, Чезену, Ајачио. Петролул и Пуна Сити.
Мутуа сматрају за једног од најбољих фудбалера Румуније свих времена. Муту је познат и по допинг скандалима и више пута је суспендован због тога.

## Трофеји

### Динамо Букурешт
- Првенство Румуније (1) : 1999/00.

### Јувентус
- Првенство Италије (2) : 2004/05 и 2005/06. (титуле одузете у афери Калчополи)